# Algirdas Pilvelis

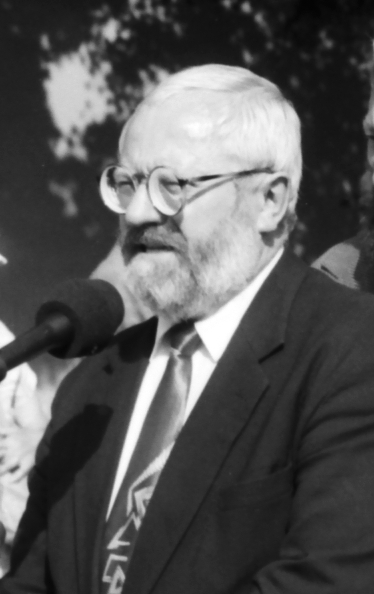
Algirdas Pilvelis

Algirdas Pilvelis (* 4. März 1944 im Rajon Lazdijai; † 27. August 2016 in Vilnius) war ein litauischer Publizist und Politiker, Verleger und Chefredakteur der Zeitung "Lietuvos aidas".

## Leben
Algirdas Pilvelis absolvierte nach dem Abitur das Studium der Geschichte an der Fakultät für Geschichte an der Vilniaus universitetas. 2004 und 2009 war er Pretendent zum litauischen Präsidenten (s. Präsidentschaftswahl in Litauen 2009). 2009 wurde er zum Ehrenvorsitzenden der Reformų partija ausgewählt.
Mit seiner Frau Stasė Pilvelienė war er Vater der bekannten Pop-Sängerin Aistė Pilvelytė (* 1979).